# ギル・ヘイズ
ギル・ヘイズ（Gil Hayes、本名：Gilbert Lee Hayes、1939年10月20日 - 2022年7月28日）は、カナダ・オンタリオ州出身のプロレスラー。
カナダのカルガリー地区を主戦場に、ヒールの狂乱ファイターとして活躍。日本にも国際プロレスに2番手外国人のポジションで度々参戦しており、小柄ながら向こう意気の強いラフファイトで悪党人気を博した。

## 来歴
学生時代はボクシングで鳴らし、カナダのミドル級王者にもなったという。1966年、オンタリオ州フォートフランシスでのプロレス興行にてジン・キニスキーと面会し、プロレス入り。マニトバ州ウィニペグのマディソン・レスリング・クラブを経て、1967年よりアルバータ州カルガリーのスタンピード・レスリングに参戦。以降、同地区に定着して、アーチー・ゴルディー、ワルドー・フォン・エリック、オックス・ベーカー、レオ・バーク、アンジェロ・モスカらと対戦。1970年1月にはビル・ロビンソンが保持していた北米ヘビー級王座に挑戦した。
同年9月、国際プロレスに初来日。来日時のパンフレットには、駆け出し時代に試合で首の骨を折り、一時は再起不能とされたが執念で克服、自分を負傷に追い込んだ相手に復讐するためにカムバックを果たした、などと紹介されており、日本では「復讐鬼」なる異名を付けられた。来日中はエリック・フローリッチやブルー・デモン（バディ・ウォルフ）と組み、グレート草津&サンダー杉山のIWA世界タッグ王座に2度挑戦している。
その後もスタンピード・レスリングを主戦場に、1971年2月にはアブドーラ・ザ・ブッチャーとシングルマッチで対戦。1973年8月27日にはダン・クロファットを破り、フラッグシップ・タイトルの北米ヘビー級王座を獲得、キラー・トーア・カマタとも防衛戦を行った。1974年はアメリカ南部のNWAフロリダ地区（エディ・グラハム主宰のチャンピオンシップ・レスリング・フロム・フロリダ）にも登場、ボブ・アームストロングと抗争し、若手時代のボブ・バックランドとも対戦した。
1975年6月、国際プロレスに再来日。外国人エースのビッグ・ジョン・クインのパートナーを務め、6月30日に大和にて草津&マイティ井上のIWA世界タッグ王座に挑戦した。翌1976年9月の来日ではワイルド・アンガスと組み、9月27日に松戸にて草津&井上に再挑戦。ラッシャー木村との金網デスマッチも2回行われている。10月末に開幕したシリーズにも残留参戦し、最終戦の12月4日に再び大和にて、ジプシー・ジョーとの狂乱コンビで草津&井上への3度目の挑戦を果たしたが、王座奪取には至らなかった（このシリーズ中、11月11日の大館大会において、木村のIWA世界ヘビー級王座に非公式で挑戦したともされる）。その間、カルガリーではミスター・ヒトをパートナーに活動、エディ&ジェリー・モローの兄弟チームとインターナショナル・タッグ王座を争った。
1978年はカルロス・コロンの主宰するプエルトリコのWWCに登場、10月21日にホセ・リベラからカリビアン・ヘビー級王座を奪取している。本拠地のカルガリーでは1979年、ベビーフェイスに転じてビッグ・ダディ・リッターと抗争を展開。若手時代のジェイク・ロバーツやジム・ナイドハート、ブレット・ハートらハート・ファミリーともタッグを組んだ。
1981年はハワイに渡り、ピーター・メイビア主宰のNWAポリネシアン・レスリングに出場。リッパー・コリンズを破りポリネシアン・パシフィック・ヘビー級王座を獲得したが、この遠征中に両膝を故障して引退。
引退後はエドモントン市の街路課で働く一方、アマチュアの木工職人としても活動。1985年12月には久々にスタンピード・レスリングのリングに上がり、クロファットやキース・ハートと対戦。バッドニュース・アレン、マイク・ショー、ホンキー・トンク・ウェイン、ブッチ・モファット、キューバン・アサシン、クリス・ベノワなどが出場したバトルロイヤルにも参加している。その後も、再興したスタンピード・レスリングの興行で時折レフェリーを務めた。
2022年7月28日、心臓発作により82歳で死去。

## 得意技
- パイルドライバー[4]
- ギロチン・ドロップ[4]
- 急所打ち・急所蹴り

## 獲得タイトル
スタンピード・レスリング
- 北米ヘビー級王座：1回[10]
- インターナショナル・タッグ王座：6回（w / ビル・ドロモ、ボブ・スウィータン、タイガー・ジョー・トマッソ、ベニー・ラミレス、ミスター・ヒト×2）[16]

ワールド・レスリング・カウンシル
- WWCカリビアン・ヘビー級王座：1回[17]

NWAポリネシアン・レスリング
- NWAポリネシアン・パシフィック・ヘビー級王座：1回[19]